# Coppa Val d'Olona
La Coppa Val d'Olona, era una corsa in linea maschile di ciclismo su strada, svolta fra il 1906 e il 1910 in Italia, nei dintorni della Valle Olona, in provincia di Varese, in Lombardia; tuttavia la città che ospitò per tutte le edizioni, sia la partenza, sia l'arrivo, fu Legnano, già in provincia di Milano. 
La manifestazione vide la partecipazione dei più importanti corridori dell'epoca sia italiani, fra i quali Luigi Ganna (primo vincitore del Giro d'Italia nel 1909), sia stranieri, come Henri Lignon. 

## Albo d'oro
Aggiornato all'edizione 1910.
| Anno | Vincitore           | Secondo           | Terzo               |
| ---- | ------------------- | ----------------- | ------------------- |
| 1906 | Luigi Ganna         | Carlo Galetti     | Giovanni Rossignoli |
| 1907 | Giovanni Rossignoli | Luigi Chiodi      | Mario Gaioni        |
| 1908 | Cesare Zanzottera   | Domenico Cittera  | Clemente Canepari   |
| 1909 | Mario Bruschera     | Clemente Canepari | Giuseppe Brambilla  |
| 1910 | Henri Lignon        | Mario Bruschera   | Luigi Ganna         |